# Perry Pirkanen
Perry Pirkanen é um ator americano, conhecido por sua participação no gore Cannibal Holocaust (1980).
Ele foi um dos quatro atores que a polícia italiana acreditava ter sido assassinado na realização do filme de terror Cannibal Holocaust. De tão realista que foi o filme, que pouco depois do lançamento, o diretor Ruggero Deodato foi preso por acusação de assassinato. Os atores, na verdade, assinaram contratos para ficarem longe da mídia por um ano para sustentar rumores de que realmente se tratava de um filme snuff. O tribunal só se convenceu de que eles estavam vivos quando os contratos expiraram e os atores apareceram em um programa de televisão como prova.

## Filmografia
- Cannibal Holocaust (1980)
- City of the Living Dead (1980)
- Cannibal Ferox (1981)
- Cruel Jaws (1995)